# Alphabetisches Verzeichniß über alle in dem Rezatkreise befindlichen Städte, Märkte, Dörfer, Weiler, Mühlen und Einöden
Das Alphabetisches Verzeichniß über alle in dem Rezatkreise befindlichen Städte, Märkte, Dörfer, Weiler, Mühlen und Einöden ist ein Verzeichnis (Umfang: 131 Seiten), das 1812 von Friedrich Knoblauch herausgegeben wurde. Der vollständige Titel lautet: „Alphabetisches Verzeichniß über alle in dem Rezatkreise befindlichen Städte, Märkte, Dörfer, Weiler, Mühlen und Einöden mit den Steuerdistrikten und Landgerichten in welche selbige gehören.“
Das Werk listet sämtliche Orte des Rezatkreises nach dem Gebietsstand von 1812 auf mit der Angabe des zuständigen Steuerdistrikts und Landgerichts. Orte der 1817 an den Obermainkreis überwiesenen Landgerichte Forchheim, Gräfenberg und Höchstadt finden sich also hier wieder, während die Landgerichte fehlen, die erst 1817 vom Oberdonaukreis überwiesen wurden (Greding, Heidenheim, Hilpoltstein, Monheim, Nördlingen, Pleinfeld, Weißenburg).
Weitere Angaben zu Ortstyp, Einwohnerzahl und dergleichen gibt es nicht. Das Werk gibt Aufschluss über Orte, die später Herrschaftsgerichten zugehörten, welchen Landgerichten sie zuvor unterstellt waren.
Im Jahr 1818 erschien – ebenfalls in Ansbach – unter dem Titel Alphabetisches Verzeichniß aller im Rezatkreise nach seiner durch die neueste Organisation erfolgten Constituierung enthaltenen Ortschaften mit Angabe a. der Steuerdistrikte, b. Gerichts-Bezirke, c. Rentämter, ... ein erheblich erweitertes Ortsverzeichnis. 